# Caragana crassipina
Caragana crassipina là một loài thực vật có hoa trong họ Đậu. Loài này được C.Marquand miêu tả khoa học đầu tiên.